# R. 버드 드와이어
로버트 버드 드와이어(영어: Robert Budd Dwyer, 1939년 11월 21일 ~ 1987년 1월 22일)는 미국 펜실베이니아주의 정치인이다. 주 하원의원, 주 상원의원, 주 재무장관을 지냈다.
1987년 1월 22일, 주정부 소재지 해리스버그의 집무실에서 기자회견 중 자살한 것으로 유명하다. 그가 자살하는 장면이 생방송으로 방송되었다. 유족은 버드 드와이어가 죽으면서 총 128만 달러에 이르는 유족 연금을 받게 되었다. 드와이어의 대변인은 그가 재판 비용으로 경제적인 어려움에 처한 상태에서 (비리로 퇴직되면 연금을 받지 못하는데) 가족들이 받을 몫을 지키기 위해 자살했을 것이라고 추측했다. 부인은 재혼하지 않고 2009년에 죽었다.

## 의원 재직 시절
미국 펜실베이니아주 메드빌의 올게니 대학교 (Allegheny College)를 졸업하였다. 대학 재학 당시 테타키 동호회(Theta Chi)의 베타키 지부에 가입해 활동하였다. 석사 학위를 딴 이후에는 케임브리지 스프링스 고등학교에서 사회 교사가 되었으며 미식축구 코치도 맡았다.
이후 공화당에 입당하여 정계 활동을 개시하였다. 1964년에는 펜실베이니아주 의회 제6선거구 (1969년 병합)에 후보로 나서 펜실베이니아주의 하원의원이 되었으며, 1966년과 1968년에 재선에 성공하였다. 1970년에는 주의회 의원으로 재직하면서도 펜실베이니아주 상원의 제50선거구 후보로 출마해 다시 당선되었다. 당선 직후 하원의원직에서는 물러나고 1971년 1월 상원의원으로 취임하였다.
1974년과 1978년 선거에서도 당선되며 3선 의원으로 활동하던 드와이어는 이번에는 지방정부로의 진출을 꿈꿨고 1980년에는 펜실베이니아주 재무장관 후보로 나서 로버트 E. 캐세이 현 장관을 누르고 당선되었다. 1984년 선거에서는 연임 후보로 다시 출마했고 재선에 성공하였으나, 그것이 마지막 임기가 되고 말았다.

### 뇌물 수수 혐의 및 유죄 입증
1980년대 초, 펜실베이니아주 연방법원에서 일하던 공무원들에게 연방건강보험법 (FICA)에 따른 과세가 추가징수됐다는 사실이 밝혀졌다. 이에 따라 펜실베이니아주 당국은 해당 공무원들에게 지급할 환급 금액을 정산하기 위해 회계법인들을 대상으로 입찰공고를 받았다. 그리고 '컴퓨터 기술제휴사'(Computer Technology Associates, 약칭 CTA)란 법인이 최종 선정됐는데, 이곳은 캘리포니아주에 본사를 둔 회사였고 사장은 존 토르콰토란 사람으로서 펜실베이니아주 해리스버그 출신이었다. 그런데 이후 딕 손버그 당시 펜실베이니아주지사에게 익명의 메모가 전달됐는데, 거기에는 CTA 측과 460만 달러 규모의 계약 입찰공고 과정에서 뇌물수수가 있었다는 혐의를 비교적 상세히 제기하고 있었다.
이에 연방 검찰에서 조사에 착수하였고, 드와이어 장관은 CTA사와의 계약 추진 과정에서 자신의 사무실을 쓰도록 해주는 대가로 30만 달러 가량의 리베이트를 받은 혐의로 기소됐다. 검찰은 토르콰토 사장과 토르콰토의 변호사인 윌리엄 T 스미스, 스미스의 아내, 밥 애슈너 전 펜실베이니아주 공화당 의장도 기소하였다. 여기서 토르콰도와 스미스는 감형을 조건으로 유죄를 인정하고, 드와이어와 애슈너의 재판에서 검찰 측을 대변하여 증언대에 서게 되었다.
드와이어의 재판에서는 드와이어가 연방건강보험료세 환급 관련 권한을 자신에게 돌아가도록 하는 특별법 통과를 추진해 이끌어냈으며, CTA 사무실에서 압수한 1984년 7월자 컴퓨터 코드테이프에서 드와이어 장관이 CTA에 계약이 돌아가도록 봐준 대가로 30만 달러의 뒷돈을 지급했다고 기록되어 있다는 사실이 밝혀졌다. 뿐만 아니라 스미스와 토르콰토는 드와이어 장관의 뇌물수수를 입증해줄 수 있는 독립적이고 공정한 증인이 네 명에 달하며, 드와이어 장관에 대한 스미스의 증언은 자신이 감형 협상에 들어가기 훨씬 전에 작성한 진술서와 사실상 동일하다고 주장하였다. 드와이어는 CTA 사와의 계약체결은 자신의 실무팀에서 내린 권고에 따라 이행한 것이라는 주장을 굽히지 않았으나, 이는 드와이어 장관이 CTA와의 계약타결에 앞서 6일 전부터 계약과 관련한 모든 사항을 혼자서 처리하고 있었다는 사실과는 맞지 않는 이야기였다. 더구나 드와이어는 저 멀리 캘리포니아에 자리해 있는데다 직원수도 적고 설비도 마땅찮은 무명의 회사인 CTA 사를, 심지어 같은 지역인 펜실베이니아에 있는 대형 회계법인인 아서 영 제휴사 (Arthur Young and Associates)에서 절반에 불과한 예산으로 CTA 사보다 더 빨리 환급정산을 진행할 수 있다는 점을 인지하고 있었음에도 불구하고 선택했다는 것은 이해하기 힘든 사실이었다.
그럼에도 드와이어 장관은 위법행위 혐의를 전부 부인했다. 드와이어의 변호인은 웨스트 검사에게, 드와이어가 주장관직을 사퇴한다면 모든 기소를 취하할 수 있겠느냐고 요청하였으나, 웨스트 검사는 이를 거절하였다. 대신 그는 모두 취하할 수는 없고 뇌물수수 기소 (최고형 징역 5년) 하나만 하는 것으로 조정하는 대신, 펜실베이니아주 재무장관직 사퇴는 물론 검찰조사에 온전히 협조해달라고 역제안하였으나, 드와이어가 다시 거절하면서 결국 공판에 이르게 되었다. 드와이어는 법정 피고인석에 출석하지 않았으며 변호인 역시 증인 신청을 하지 않았다. 하지만 검찰측에서 이 사건이 기소된 사람에게만 국한된다는 이유를 들어, 드와이어 장관에 대한 변호 자체도 축소되고 말았다. 뇌물사건에 연루되었지만 재판에는 출석하지 않은 불기소 공모자들의 이름은 밝혀지지 않았다. 이들은 사건 당시 공화당의 도핀 카운티 지부 직원들로 추정되고 있다.
1986년 12월 18일 드와이어 장관은 모의죄, 우편사기죄, 위증죄, 부정거래 목적의 주간 이동죄(interstate transportation) 외 11건의 혐의에 대해 유죄 판결과, 징역 55년에 30만 달러의 벌금이라는 선고가 내려졌다. 최종 선고공판일은 오는 1987년 2월 23일이었고, 미국 지방법원의 맬컴 뮈어 판사를 비롯한 배심원단이 맡을 예정이었다. 뮈어 판사는 혐의 중 우편사기죄에 대한 기소는 취하하였다. 배심원단 중 한 명인 윌리엄스포트의 캐롤라인 에드워즈 판사는 드와이어(와 애셔)가 "매우 청렴한 사람들로서... 실수한 것일 뿐"이라며 정서적으로 유죄를 인정하기는 힘들다고 밝혔다.
드와이어의 공범으로 지목된 밥 애셔는 징역 1년형에 처했다. 만기출소한 뒤에는 공화당 전국위원회의 펜실베이니아주 대표로서 정계에 복귀하였다.

### 드와이어의 장관직 사퇴 여부
펜실베이니아 관련법 규정에 따르면 드와이어 장관은 1월에 선고가 내려지기 전까지는 공식적으로 사퇴할 수는 없었다. 이에 따라 드와이어 장관은 항소심이 마무리될 까지는 무급 휴가의 형태로 장관직에 남겠다고 밝혔다. 그 사이 펜실베이니아 재무부는 도널드 L. 존슨 차관이 이끌어갈 예정이었다.
드와이어 장관은 관계자들이 했던 것처럼 유죄 판결 후에도 결백을 계속해서 주장하였다. 1986년 12월 23일 드와이어 장관은 로널드 레이건 대통령에게 자신을 특별 사면해달라는 서신을, 앨런 스펙터 상원의원에게는 이 제안을 지지해달라는 서신을 보내기도 했다.
드와이어 장관의 선고공판일이 일주일 내로 다가오자, 펜실베이니아주 검찰총장 리로이 지머맨과 주검사들은 펜실베이니아주 헌법상에 유죄판결을 받은 공직자가 공직에서 사퇴하는 것이 '자동발효', 즉 판결이 내려지면 자동으로 발효되는 것인지에 관한 규정 확인작업을 진행하였다. 이 같은 확인과정의 결과는 드와이어 장관의 선고일 전날인 1월 22일에 나올 것으로 예측되고 있었다.

## 기자회견
벼랑 끝에 몰린 드와이어 장관은 1987년 1월 15일 자신의 집에서 제임스 듀크 호쇼크 언론비서관, 돈 존슨 재무차관과 함께 회의를 열고 기자회견을 여는 것이 어떨지에 대해 상의하였다. 당시 존슨 차관은 드와이어 장관에게 그런 회견은 주지사나 그밖에 유죄판결과 관련된 다른 사람을 공격하는 심판의 자리가 될 것인데 그렇게 하는 건 안하느니만 못하다고 경고했고, 드와이어 장관은 그러지 않겠다고 장담하였다. 회의에 모인 두 사람은 기자회견이 열린다면 드와이어 장관은 결국 사퇴할 것이라고 짐작하고는 자리를 떠났다.
한편 1월 21일 드와이어 장관은 마침내 스펙터 상원의원과 연락이 닿았다. 선고 이틀 전의 일이었다. 스펙터 의원의 보좌관은 두 사람이 8분에서 10분 정도 대화를 나눴다고 밝혔다. 당시 드와이어 장관은 상술했듯 스펙터 의원에게 서신으로 도움을 청하면서, 대통령 사면까지 직접 요청하고 있었던 상황이었다. 이에 대한 스펙터 의원의 답변은 지금 항소심을 비롯한 재판절차가 아직 다 진척되지 못했으므로, 해당 요청은 '현실적이지 못하다'라는 것이었다.
같은 날 드와이어 장관은 호쇼크 언론비서관과 그레고리 페니 부비서관에게 무슨 주제인지는 말하지 않고 내일 기자회견을 준비해달라고 요청했다. 이에 따라 호쇼크 비서관은 다음날인 1월 22일, 동부표준시 기준 오전 10시 30분에 기자회견을 마련하였다. 또 기자 수십 명에게 참석해달라는 통보를 하고, 기자회견 주제가 무엇인지는 자신도 모른다고 전했다.
처음에 드와이어 장관은 자신에 대해 편향된 논조로 기사를 쓴 기자들의 기자회견 출입을 막길 원했으며, 심지어는 자신이 확인한 리스트에 적히지 않은 참석자가 들어오는 것을 방지하기 위해 경비요원을 두어야 한다는 말까지 꺼냈다. 평소 드와이어의 음모론 주장을 납득하지 못했던 호쇼크 비서관은 "정보의 자유로운 배포를 통제하겠답시고 주정부의 기능을 남용할 수는 없다"며 반대하였다.
기자회견에 앞서 드와이어 장관의 유죄판결을 확보한 제임스 J, 웨스트 연방검사대행은 드와이어의 장관직 사퇴가 "지금 상황에 적절한 일인 것 같다. 모두로 하여금 많은 시간을 버리고 날 세우는 일도 사라질 것으로 본다"고 말했다. 마찬가지로 해리스버그 패트리어트 뉴스의 켄 마셜 기자는, 당시 드와이어의 장관직 사퇴 발표를 보러 참석하겠다며 기자들 사이에서 의견 일치를 보았다고 밝힌 바 있다. "내 임무는 그곳에 머무르다가 그가 그 말을 한다면 새로운 탑뉴스가 떴다고 (본사에) 전하는 것이었다."
이때까지만 하더라도 드와이어가 그보다 훨신 극단적인 일을 벌이게 될 줄은 아무도 몰랐다. 기자회견 전날 밤, 드와이어는 다음과 같은 쪽지를 남겼다.
"나는 조와 함께 있는 게 너무 즐겁다. 앞으로 20년 정도는 정말 멋졌을 텐데. 내일은 좀 힘든 날이 되겠지만 잘 해냈으면 좋겠다."
I enjoy being with Jo so much, the next 20 years or so would have been wonderful. Tomorrow is going to be so difficult and I hope I can go through with it.

### 드와이어의 기자회견 발표문
다음날 아침 드와이어는 예정된 대로 기자회견장에 나타났다. 약간 초조하고 불안해보이는 기색이던 그는 다시 한번 결백을 주장하면서, 사전에 준비된 21쪽짜리 글을 읽어내려가기 시작하였다. 이른바 "형사재판 체계에 관한 두서없는 반론"이었다. 그는 손버그 전 주지사, 애토니 웨스트 연방검사대행, FBI 요원, 뮈어 판사, 그리고 사법 체계를 흐뜨러뜨리고 자신을 망쳐놓은 그 밖의 인물들을 지목하였다. 또 드와이어는 사형에 대한 반대 의사를 분명히 하고, 펜실베이니아 의원 재직 시절 사형 관련 표결에 찬성표를 던진 것이 후회된다고 밝혔다. 연설은 30분 가까이 이어졌고, 중반쯤부터는 끝이 안 보였던 탓에 참석했던 일부 기자가 짐을 챙겨 자리를 떠나기 시작했다. 이 점을 알아챈 드와이어는 발표문 낭독을 멈추고 "카메라 챙겨서 나가시려는 분들, 저희 아직 다, 아직 다 안 끝났으니까 그대로 있으셔야 할 것 같습니다만."이라며 저지하였다.
드와이어의 발표문이 격앙된 어조로 흘러가자 호쇼크 비서관은 연설을 잠시 멈추고 아예 그만두자고 말할까 생각했지만, 드와이어의 순서가 끝난 뒤 자기가 다시 기자회견을 열면 되겠다는 결론에 도달하였다. 훗날 그는 "저는 그 발표문의 내용에 대해 모르고 있었다는 것을 확실히 해둬야 했지요. 그분을 대신해 제가 그걸 쓴 거라고 여기게끔 만들고 싶지는 않았습니다"라고 밝혔다.
마침내 언론에게도 효쇼크 비서관에게도 사전에 전달되지 않았던 발표문 마지막 장에 도달하자, 드와이어 장관은 잠시 말을 멈췄다. 그리고는 "...이제 마지막 페이지인데요. 다 돌릴 정도로 충분친 않은데, 듀크 (호쇼크 비서관을 말함), 이거 여기에 둘 테니까, 저분들께 복사 좀 해드릴 수 있겠나. 지금 추가로 복사본을 좀 드릴게요"라고 말하고는 다시 낭독을 이어갔다.
저는 제 47년간의 흥미로운 도전과, 자극적인 경험과, 행복한 기회, 그리고 무엇보다 누구라도 꿈꿔왔을 제일 훌륭한 아내와 아이들을 내려주신 주님께 감사드립니다.

이제 제 삶은 명백한 이유도 없이 바뀌었습니다. 전화하고 편지주신 분들은 침통하고 무기력해 하셨습니다. 그분들은 제가 아무런 죄도 없다는 걸 알고 계시고 돕고 싶어하시지만, 세계 최고의 민주국가인 이 나라에서는, 제가 저지르지 않았다고들 아시는 어떤 범죄를 구실로 처벌받는 것을 막아주실 방법은 전혀 없습니다. 전화주신 어떤 분께서는 내가 현대판 욥이라고 그러시더군요.
뮈어 판사는 시대에 뒤떨어진 판결로도 유명합니다. 저는 무고하다는 죄로 징역 55년과 벌금 30만 5천달러의 최고형에 직면해 있습니다. 뮈어 판사는 저희가 유죄 판결이 내려지자 이미 언론에 "상쾌한" 기분이라며, 나를 다른 공직자들에게 '본보기' (deterrent)로서 감금시킬 계획이라고 밝혔습니다. 그러나 나를 아는 모든 공직자들은 내가 무고하다는 걸 알기에 본보기가 되지는 않을 겁니다. 저는 잘못한 것이 아무것도 없기에 정당한 처벌인 것도 아닐 겁니다. 제가 정치적 박해의 희생양이 된 이상, 저의 감옥은 그저 미국의 굴라그에 지나지 않을 겁니다.
저는 저를 믿고 계시는 분들에게 계속해서 우애를 다지고 제 가족을 위해 기도해주실 것을, 여기 미국에 진정한 사법체계를 이룩하기 위해 지치지 않고 일해주실 것을, 저의 무죄를 입증하는 노력에 힘써주실 것을, 그로써 저에게 자행되고 있는 이 부당함이 제 가족과 그 미래의 후손들까지 더럽히지 않기를 요청하는 바입니다.
저희는 정의와 진실이 승리하고, 저는 무죄를 선고받을 것이며, 우리는 여기 미국땅에 정의로운 체제를 이룩하는 데 남은 인생을 바칠 것임을 확신합니다. 유죄 판결은 그 결의를 굳혔습니다. 허나 저희가 우리 사법체계의 치부를 드러내는 계획을 논한다면 사람들은 말하겠지요. "뭐하러 신경 쓰느냐? 아무도 안 거들떠 보고, 멍청해 보일 뿐이다. 식스티 미니츠, 20/20, 전미 시민 자유 연합, 잭 앤더슨 등도 당신네 같은 사례들을 널리 알렸지만 그 누구도 신경쓰지 않았다".

이 부분에서 드와이어는 준비한 발표문 낭독을 멈췄다. 그 자리에 모인 기자들은 여전히 그의 사퇴 발표만을 기다리고 있던 상황이었다. 이 다음에 읽지 않은 부분은 좀 더 핵심적인 내용으로, 이제부터 진짜로 무엇을 할 것인지에 대해 자세히 밝혀놓았다. 그 내용은 다음과 같다.
저는 주 재무장관에서 사퇴하지 않을 것임을 다시한번 말씀드립니다. 고민과 숙고를 몇시간이고 해보았으나 제 상황으로서는 유일무이한 일이 되기에 모든 사람들에게 하나의 사례로서 남아서는 안 되겠다는 결론을 내었습니다. 지난 5월 저는 재판 후 수십년간의 이야기를 전해드리겠다고 말씀드린 바 있습니다. 생각이 얄팍하신 분들께는 지금 아침의 일이 그 이야기가 되겠죠. 그러나 생각이 깊고 걱정해주시는 분들께는 지금 아침부터 다가오는 몇달 몇년 동안 내가 바라고 기도하는 결과인, 여기 미국의 진정한 사법체계 발전이 진짜 이야기가 될 겁니다. 저는 '수치스런 사실들이 수치심으로 퍼져 나가는데 우리 국민의 뻔뻔함은 그냥 넘어가고 미국의 긍지에만 불을 지르는 일이 될지 확인하려는...' 노력의 일환으로서, 재직 중에 죽으려고 합니다. 저의 이야기를 미국 전역의 라디오와 텔레비전 방송국, 신문과 잡지에 전해주길 바랍니다. 혹시 비위나 마음이 약하시다면 즉시 떠나시기 바랍니다. 상해라든지 정신피해를 끼쳐드리고 싶진 않아요. 조앤, 롭, 디디 - 사랑해! 내 삶을 그토록 행복하게 해줘서 고맙다. 3을 세며 여러분 모두에게 작별인사 드립니다. 제 삶의 희생이 헛되지 않다는 것을 확실히 해주십시오.
연설을 끊기로 마음먹은 드와이어는 자신의 보좌관 세 명을 불러 재무부 문장이 새겨진 밀봉된 봉투를 각각 건넸다. 먼저 밥 홀스트에게 건네진 첫 번째 봉투에는 밥 케세이 펜실베이니아주지사에게 전하는 편지가 들어 있었다. 그는 불과 이틀 전에 취임한 상태였다. 두 번째로 그레고리 페니 언론부비서관에게 전달된 봉투 안에는 장기기증 카드와 관련 서류가 들어 있었다. 마지막으로 돈 존슨 재무차관에게 건넨 봉투 안에는 드와이어 가족에게 전하는 것들이 들어 있었는데, 이들에게 보내는 편지 세 장 (하나는 아내 조앤에게, 나머지 둘은 자녀인 롭과 디디에게)과 장례식 준비와 관련해서 어떻게 할지에 대해 쓴 문서가 있었다.
당시 기자회견에 있었던 프리랜서 사진기자였던 게리 밀러는 이 때의 광경을 두고 "좀 지루하면서도 슬픈 상황이 아니었나 싶다"라고 묘사하였다.

### 공개 자살
연설을 멈추고 측근들에게 봉투도 전부 돌리자, 드와이어는 마닐라지 봉투에 들어있던 '스위스 앤 웨슨 모델 27' .357 매그넘탄 리볼버 권총을 꺼냈다. 드와이어가 언제쯤 사퇴 발표를 할까만 기다리던 회견장내 사람들은 그가 봉투 안에서 꺼낸 것이 뭔지 알아보고선 머지않아 공황 상태에 빠졌다. 그 상황에서 드와이어가 총으로 무얼 할 지는 자신 이외에는 아무도 몰랐기 때문이었다. 모두가 헉 하던 그 순간 드와이어는 총을 위로 겨눈 채 벽에 기대었다. 드와이어는 기자들을 향해 차분하게, "불쾌하시다면 방을 나가주시기 바랍니다."라고 말했다.
그 다음으로 이어진 것은 혼란 그 자체였다. 어떤 사람은 도움을 청하러 회견실을 빠져나갔다. 남아있던 사람들 중에서는 드와이어에게 총을 내려놓으라고 애원하는 사람이 있는가 하면, 총을 빼앗으려고 조심스레 다가가는 사람도 있었다. 드와이어는 어느쪽이던 간에 사람들을 향해 "그만 둬요, 그만 둬요, 그만 둬요! 누가 다치는 수가 있어요!"라며 경고하였다. 그 다음 순간, 드와이어는 입에다 총구를 겨누고는 바로 한 발을 쏘아 그자리에서 쓰러져 죽었다. 이를 목격한 사람들은 경악하며 욕을 내뱉었고, 다섯 대의 카메라가 그 현장을 생중계하고 있었다. 그 중 한 명은 드와이어에게 계속해서 카메라를 잡고 총격 후의 모습을 근접 촬영하기까지 하였다. 그의 주검은 바닥에 널부러져 있었으며, 콧구멍과 머리 뒤쪽 총상부위에서 피가 흘러내리고 있었다. 충격을 받은 호쇼크 비서관은 연단에 올라가 모든 기자들에게 떠나줄 것을 부탁하고, 그 중에 몇몇 사람에게는 응급차와 펜실베이니아 의회 경비대에게 신고해 줄것을 부탁했다.
드와이어가 총을 쏜 시점은 오전 11시 정각이 되기 직전이었으나, 현장에서 공식적으로 사망확인이 이뤄진 시각은 오전 11시 31분이 되어서였다. 한 보좌관은 드와이어가 장기 기증 의사를 밝혔지만 그의 시신이 병원에 도착했을 당시에는 이미 늦었던 터라 각막을 제외하고는 쓸 수 있는 장기가 거의 없었다고 밝혔다.

### 녹화 영상과 TV 언론사의 반응
드와이어의 자살 녹화 영상은 펜실베이니아 전역의 여러 TV 방송국을 거쳐 정오 시간대 시청자들에게 그대로 방송됐다. 필라델피아의 WPVI (채널6)은 드와이어가 방아쇠를 당기고 거꾸러지는 모습까지는 보여줬지만 총상자국은 보여주지 않았다. 자살 후 몇 시간 동안 뉴스 편집국에서는 이 잔인한 영상을 어느 정도까지 방영해야 할지 결정해야 하는 난관에 부딪혔다.
WCAU, 그룹 W, KYW, KDKA 등 대다수 지역 채널에서는 발사하기 직전의 모습에서 영상을 멈추어 내보냈다. 다만 KYW와 KDKA에서는 정지된 화면을 유지하고 그 이후의 음성은 재생하도록 하는 방식을 취했다. 그룹W의 데이비드 솔렌베거 기자와 윌리엄 L. 빌 마틴 카메라기자는 기자회견장에 방송 카메라를 설치해 뒀었다. 이들은 드와이어가 입에다 총을 갖다둔 그 프레임을 골라 음성을 재생하는 방식을 택했다. 이처럼 자체 검열을 취하지 않고 기자회견장 모습을 그대로 내보낸 곳은 손에 꼽을 정도였다. 필라델피아 지역 방송인 WPVI는 오후 5시와 6시에 액션뉴스 방송을 진행할 때 시청자에게 사전 경고 없이 자살 영상을 그대로 재방송했다. 이 때의 방영분은 현재 인터넷에 떠돌고 있는 사본 영상의 원 출처이기도 하다. 피츠버그 지역방송인 WPXI는 첫 보도 당시 AP통신의 취재로 원본 영상을 그대로 방영하였다. WPXI 매니저였던 윌리엄스는 방송 결정을 내린 데 대해 "중요한 사람의 중요한 사건"이라고 해명하였다. 하지만 저녁 뉴스시간대에는 영상을 내보내지 말도록 했는데 "이때는 모두가 그 소식을 전해들었을 것 아닙니까. 아이들이 학교에서 돌아왔을 때기도 하고요"라고 해명하였다. 하지만 펜실베이니아 중부 지역에서는 그날 눈보라가 닥치면서 많은 아이들이 집에 일찍 돌아간 상태였다. 그리고 해리스버그 지역방송국인 WHTM-TV는 해당 소식의 본질을 자를 수는 없다는 결론에 따라 그날 자살 영상을 편집하지 않고 두 차례 내보냈고, 이를 여과없이 시청하게 된 아이들이 있었던 탓에 수백만의 시청자들로부터 항의가 들어오기도 했다.
당시 이 사건을 두고 청소년들 사이에서는 챌린저호 폭발 사고 때처럼 블랙코미디 유머를 만들어 유행시키기도 했다. 어느 연구에서 이 유머의 확산 경로에 대해 조사해 보았더니 기자회견장에서의 촬영장면을 편집하지 않고 그대로 내보냈던 방송 권역에서만 퍼졌다고 한다. 한편 기자회견에 참석했다가 이 사건을 목격한 기자 중에서 정신적 고통을 겪은 사람도 있다. 당시 라디오 방송기자로서 회견장에 있었던 토니 로메오 (Tony Romeo)는 드와이어가 서있던 자리에서 불과 몇 발자국 떨어진 자리에 있었는데, 사건 이후 우울증에 걸려 잠시 펜을 놓기도 하였다.

### 위로금
드와이어가 재임 중에 사망했기 때문에 유족들은 위로금 128만 달러의 혜택을 받을 수 있게 되었다. 어느 주 차원에서 사망보상금을 이토록 많이 지급한 것은 사상 최고 수준이었다. 드와이어가 자살하지 않고 그대로 형을 받았더라면 관련법에 따라 드와이어는 연금 혜택을 영영 받을 수 없게 될 처지였다. 드와이어 장관의 대변인은 이미 막대한 변호 비용으로 재정이 엉망이었던 상황에서 가족에게 연금 혜택이 그대로 보전되도록 하기 위해 자살한 것이 아니냐는 조심스런 추측을 내놨다. 그의 친구와 유족들도 그것이 자살 동기였을 수 있다고 밝히기도 했다.

## 역대 선거 결과
| 선거명      | 직책명                                         | 대수 | 정당   | 득표율 | 득표수      | 결과 | 당락                         |
| ----------- | ---------------------------------------------- | ---- | ------ | ------ | ----------- | ---- | ---------------------------- |
| 1964년 선거 | 하원의원 (펜실베이니아 크로퍼드 카운티 선거구) | -대  | 공화당 | 0%     | 표          | 1위  | 펜실베이니아 주의원 당선     |
| 1968년 선거 | 하원의원 (펜실베이니아 제6선거구)              | -대  | 공화당 | 0%     | 표          | 1위  | 펜실베이니아 주의원 당선     |
| 1970년 선거 | 상원의원 (펜실베이니아 제50부)                 | -대  | 공화당 | 0%     | 표          | 1위  | 펜실베이니아 주의원 당선     |
| 1974년 선거 | 상원의원 (펜실베이니아 제50부)                 | -대  | 공화당 | 0%     | 표          | 1위  | 펜실베이니아 주의원 당선     |
| 1978년 선거 | 상원의원 (펜실베이니아 제50부)                 | -대  | 공화당 | 0%     | 표          | 1위  | 펜실베이니아 주의원 당선     |
| 1980년 선거 | 펜실베이니아 재무장관                          | 70대 | 공화당 | 49.43% | 2,055,199표 | 1위  | 펜실베이니아주 재무장관 당선 |
| 1984년 선거 | 펜실베이니아 재무장관                          | 70대 | 공화당 | 51.78% | 2,348,977표 | 1위  | 펜실베이니아주 재무장관 당선 |